# Heist film

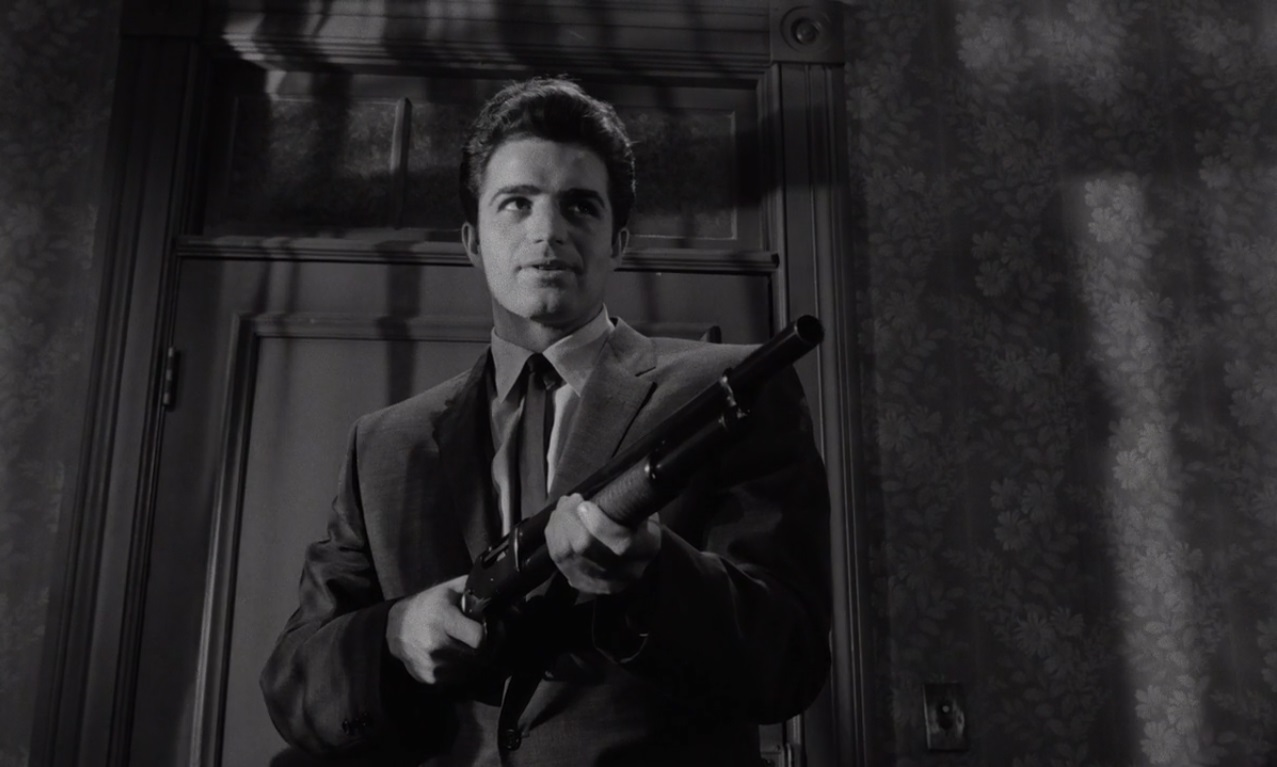
Scena z filmu Zabójstwo

Heist film – podgatunek filmu kryminalnego opowiadający o grupie ludzi, którzy próbują coś ukraść (np. pieniądze). Skupia się on na planowaniu, samej kradzieży i na ucieczce z miejsca przestępstwa. Zwykle taki film charakteryzuje się złożoną fabułą i wieloma zwrotami akcji.

## Przebieg fabuły
Heist film składa się przeważnie z trzech części fabuły. Pierwsza część skupia się na planowaniu skoku: zebranie grupy ludzi, rozpoznanie miejsca, w którym ma dojść do kradzieży, poznanie zabezpieczeń (np. systemów alarmowych) i metod ich likwidacji lub wyłączenia przy użyciu najnowszej technologii, a także ustalenie przebiegu akcji na czas napadu i ucieczkę z miejsca przestępstwa.
Druga część skupia się na skoku. Z pewnymi wyjątkami, próba kradzieży kończy się pomyślnie dla złodziei, często jednak po wielu trudnościach.
Ostatnia, trzecia część to punkt kulminacyjny filmu. Po udanym skoku następują różne zwroty akcji, przykładowo wspólnicy stają się dla siebie wrogami. Dla jednej lub więcej postaci, film kończy się śmiercią, złapaniem przez policję (lub inne organy ścigania), ale często wszyscy kończą historię w sposób pomyślny.

## Przykłady gatunku
- Raffles (1930)
- Asfaltowa dżungla (1950)
- Rififi (1955)
- Zabójstwo (1956)
- Sprawcy nieznani (1958)
- Żegnaj przyjacielu (1968)
- Gang Olsena (1968)
- Crooks and Coronets (1969)
- Żądło (1973)
- Wielki napad na pociąg (1979)
- Vabank (1981)
- Na fali (1991)
- Wściekłe psy (1992)
- Gorączka (1995)
- Ronin (1998)
- Życie biurowe (1999)
- Ocean’s Eleven: Ryzykowna gra (2001)
- Vinci (2004)
- Plan doskonały (2006)
- Incepcja (2010)[2]
- Ant-Man (2015)
- 68 Kill (2017)
- Avengers: Koniec gry (2019)